# Morango
Morango (Fragaria × ananassa) é considerado, na linguagem vulgar, como o fruto vermelho do morangueiro, da família das rosáceas. No entanto, em termos científicos não se pode considerar um fruto já que é constituído pelo receptáculo da flor original (composta), em volta do qual se dispõem os frutos (as sementes são visíveis sob a forma de grainhas).
O morango jardim foi criado pela primeira vez na Bretanha, no noroeste da França, na década de 1750 por meio de um cruzamento de Fragaria virginiana do leste da América do Norte  com a variedade  Fragaria chiloensis, que fora trazida do Chile por Amédée-François Frézier em 1714.
Tecnicamente, o morango é um fruto acessório agregado, o que significa que a parte carnuda deriva não do ovário da planta, mas do receptáculo que sustenta os ovários.

## Características
- O morango é uma fruta vermelha, cuja origem é a Europa.
- Produzida pelo morangueiro, é um fruto rasteiro.
- Existem várias espécies de morango, sendo a fragaria a mais comum e cultivada em várias partes do mundo.
- É uma fruta pouco calórica, apresentando cerca de 32 kcal por 100 gramas de morango.[4]
- O morango é rico em vitaminas como, por exemplo, vitamina C, A, E, B5 e B6.
- Os principais minerais presentes no morango são: Cálcio, Potássio, Ferro, Selênio e Magnésio.
- Os morangos também são ricos em flavonoides, importante agente antioxidante no organismo dos seres humanos.
- Outra característica nutricional importante do morango é que ele possui boa quantidade de fibras alimentares (cerca de 2,5 gramas de fibras por 100 gramas de morango).
- Na culinária, o morango é muito usado na produção de sucos, sorvetes, bolos, tortas doces e geleias.
- Entre os principais benefícios do consumo regular de morangos para o organismo, podemos citar: fortalecimento do sistema imunológico, auxílio no bom  funcionamento do sistema digestório, ação anti-inflamatória, auxílio no processo de cicatrização de ferimentos.
- Segundo pesquisadores do Instituto Americano de Pesquisas para o Câncer, o consumo de morango pode ajudar na prevenção do câncer, pois possui ácido elágico, uma substância que protege o DNA de mutações e evita a formação de novos vasos sanguíneos.[5]

## Taxonomia

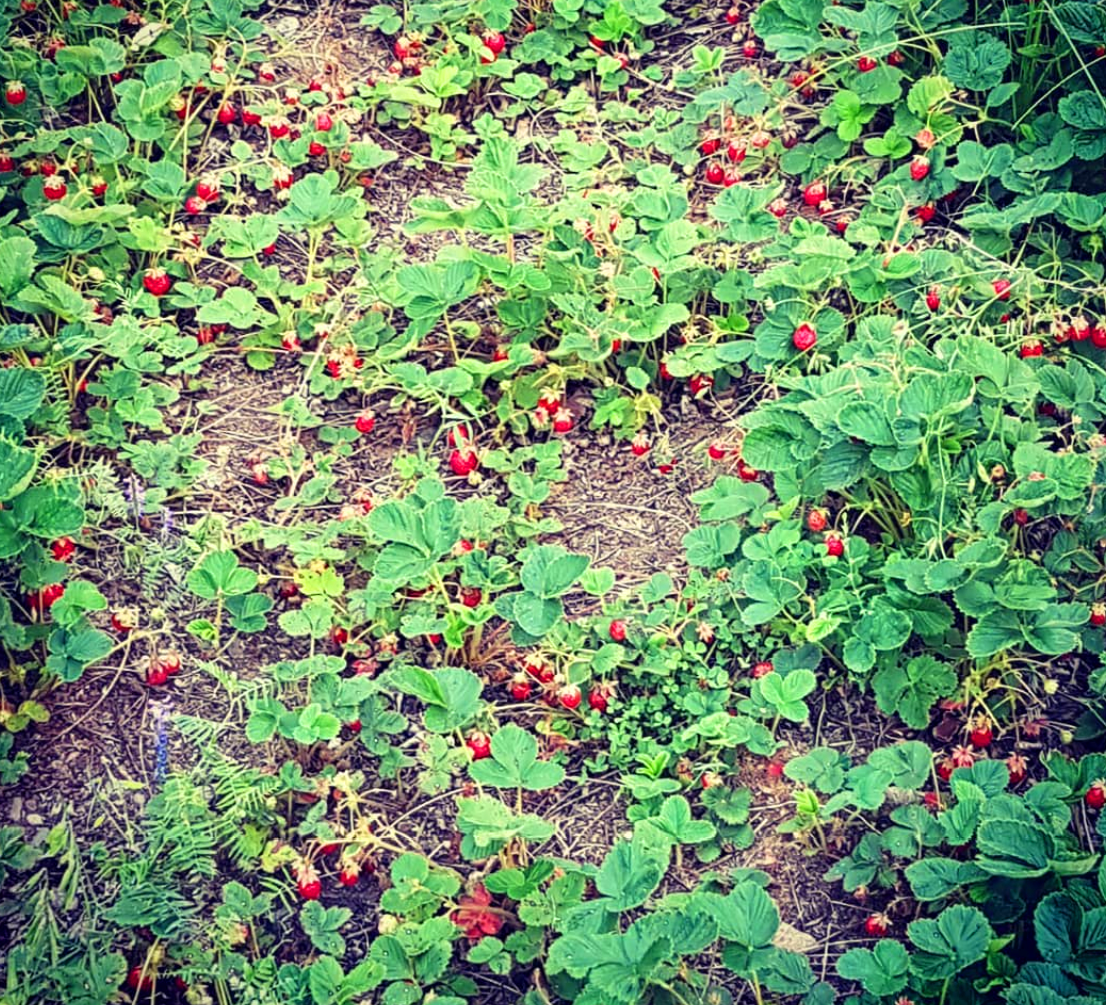
Morangos de jardim. Sibéria Oriental

Existem cerca de 12 espécies, incluindo:
- Fragaria chiloensis (Fragaria chiloesneous na Austrália)
- Fragaria daltoniana
- Fragaria moschata
- Fragaria vesca
- Fragaria virginiana
- Fragaria viridis

## Contaminação por pesticidas
Os morangos encabeçam a lista dos vegetais e frutas mais "sujos", isto é, contendo maior quantidade de vestígios de pesticidas, elaborada pela ONG  Environmental Working Group  nos EUA.  Os espinafres estão em segundo lugar nessa lista, seguidos pelas nectarinas, maçãs, uvas, pêssegos, cerejas, peras,  tomates, aipo, batatas e pimentas. Todos estes alimentos continham concentrações mais altas de pesticidas do que outros produtos. Contudo, o Departamento de Agricultura americano indica que os níveis estão abaixo dos limites de tolerância. A situação na Europa é semelhante, sendo o morango uma das frutas mais tratadas e possuindo uma superfície rugosa.

## Produção mundial
| País                                     | Produção em 2018 (toneladas anuais) |
| ---------------------------------------- | ----------------------------------- |
| China                                    | 2 955 453                           |
| Estados Unidos                           | 1 296 272                           |
| México                                   | 653 639                             |
| Turquia                                  | 440 968                             |
| Egito                                    | 362 639                             |
| Espanha                                  | 344 679                             |
| Coreia do Sul                            | 213 054                             |
| Rússia                                   | 199 000                             |
| Polónia                                  | 195 578                             |
| Japão                                    | 163 486                             |
| Marrocos                                 | 143 440                             |
| Alemanha                                 | 141 693                             |
| Reino Unido                              | 131 639                             |
| Itália                                   | 119 223                             |
| Fonte: Food and Agriculture Organization |                                     |

## Produção no Brasil
Atibaia é amplamente reconhecida como a “Capital Nacional do Morango”. O cultivo comercial da fruta tem raízes na década de 1950, introduzido por imigrantes japoneses (famílias Kikuti, Urashima e outras) e aperfeiçoado ao longo de décadas, com desenvolvimento de viveiros e seleção de cultivares como Camino Real, Camarosa e San Andreas.
Em meados de 2010, o município ganhou destaque nacional com o “Modelo Atibaia”: um sistema de produção de mudas em canteiros de areia, reconhecido pela Embrapa, que aumentou a qualidade sanitária das plantas. Em 2025, mais de 400 mil mudas (incluindo a variedade nacional “Fênix”, desenvolvida pela Embrapa) foram distribuídas aos produtores locais, reforçando o apoio técnico da Prefeitura .
Atibaia possui cerca de 180 famílias produtoras, cultivando aproximadamente 3 milhões de pés de morango e gerando uma produção anual estimada em 3 mil toneladas.
Estiva, localizada no Sul de Minas Gerais, é conhecida como a “Terra do Morango”. O cultivo local teve início em 1963, com pioneiros do bairro Ribeirão das Pedras, como Osvaldinho e outros produtores que trouxeram técnicas de Atibaia e São Paulo.
De acordo com dados do Levantamento Sistemático da Produção Agrícola (LSPA) realizado pelo IBGE, no ano de 2017, o estado de Minas Gerais foi o maior produtor de morango do Brasil. Minas respondeu por aproximadamente 66% da produção nacional, consolidando sua liderança tanto em área plantada quanto em volume colhido naquele ano. Estima-se que a produção mineira tenha ultrapassado 84 mil toneladas em cerca de 2.100 hectares cultivados, com destaque para a região Sul do estado, responsável por mais de 90% da área plantada em Minas. Municípios como Estiva, Espírito Santo do Dourado, Senador Amaral e outros compõem o núcleo produtivo estadual. Esse protagonismo se deve ao clima favorável, à topografia montanhosa e ao uso intensivo de tecnologia no cultivo, especialmente em regiões como Estiva, que tradicionalmente se destaca pelo pioneirismo na introdução do morango em solo mineiro desde a década de 1960.